# 멱영군
군론에서, 멱영군(冪零群, 영어: nilpotent group, 문화어: 제곱령군)은 아벨 군에 가까운 군이다. 구체적으로, 충분히 많은 수의 교환자를 취하면 단위원이 되는 군이다.

## 정의
군 {\displaystyle G}의 하중심렬(下中心列, 영어: lower central series)
{\displaystyle G=G_{0}\triangleright G_{1}\triangleright G_{2}\triangleright \cdots }
은 다음과 같다.
{\displaystyle G_{0}=G}
{\displaystyle G_{n+1}=[G_{n},G]}
군 {\displaystyle G}의 상중심렬(上中心列, 영어: upper central series)
{\displaystyle 1=Z_{0}\triangleleft Z_{1}\triangleleft Z_{2}\triangleleft \cdots }
은 다음과 같다.
{\displaystyle Z_{0}=1}
{\displaystyle Z_{n+1}=\{x\in G\colon [x,G]\subset Z_{n}\}}
상중심렬에서 {\displaystyle Z_{1}}은 군 {\displaystyle G}의 중심 {\displaystyle Z(G)}이다.
임의의 군 {\displaystyle G}에 대하여, 다음 두 조건은 서로 동치이다. 멱영군은 이 조건을 만족시키는 군이다.
- 하중심렬이 유한하다. 즉, {\displaystyle G_{n+1}=1}인 음이 아닌 정수 {\displaystyle n}이 존재한다.
- 상중심렬이 유한하다. 즉, {\displaystyle Z_{n+1}=G}인 음이 아닌 정수 {\displaystyle n}이 존재한다.

이 경우, 두 조건을 만족하는 가장 작은 {\displaystyle n}은 일치한다. 그렇다면, {\displaystyle G}를 n류 멱영군(영어: nilpotent group of class n)이라고 한다.

## 성질
다음과 같은 포함 관계가 성립한다.
아벨 군  ⊊ 데데킨트 군  ⊊ 멱영군 ⊊ 가해군
즉, 모든 아벨 군 및 데데킨트 군은 멱영군이며, 모든 멱영군은 가해군이다.
멱영군의 부분군은 멱영군이다. 멱영군의 몫군은 멱영군이다. 유한 개의 멱영군의 직접곱은 멱영군이다.
유한군 {\displaystyle G}에 대하여, 다음 조건들이 서로 동치이다.
- 멱영군이다.
- 임의의 부분군 {\displaystyle H\leq G}에 대하여, 만약 {\displaystyle H=\operatorname {N} _{G}(H)}라면, {\displaystyle H=G}이다.[2]:191, Theorem 3(2)
- 모든 쉴로브 부분군은 정규 부분군이다.[2]:191, Theorem 3(3)
- 유한 개의 p-군들의 직접곱으로 나타낼 수 있다.[2]:191, Theorem 3(4)
- 모든 극대 진부분군은 정규 부분군이다.[2]:193, Proposition 7
- 모든 가능한 크기(라그랑주 정리)의 정규 부분군이 존재한다.[2]:198, Exercise 3
- 차수가 서로소인 모든 두 원소는 가환한다.[2]:198, Exercise 9

모든 유한 멱영군은 초가해군이다.:198, Exercise 4
증명:
멱영류에 대한 수학적 귀납법을 사용하자. 0류·1류 멱영군은 아벨 군이므로, 자명하게 초가해군이다. 이제, 모든 유한 {\displaystyle n}류 멱영군이 초가해군이며, {\displaystyle G}가 유한 {\displaystyle (n+1)}류 멱영군이라고 가정하자. 즉, {\displaystyle n+1}에서 끝나는 하중심렬
{\displaystyle G=G_{0}\vartriangleright G_{1}\vartriangleright \cdots \vartriangleright G_{n+1}=1}
{\displaystyle G_{i+1}=[G_{i},G]}
을 갖는다. 그렇다면, 몫군 {\displaystyle G/G_{n}}의 하중심렬은
{\displaystyle G/G_{n}=G_{0}/G_{n}\vartriangleright G_{1}/G_{n}\vartriangleright \cdots \vartriangleright G_{n}/G_{n}=1}
이므로, {\displaystyle G/G_{n}}은 {\displaystyle n}류 멱영군이다. 귀납법의 가정에 따라, {\displaystyle G/G_{n}}은 초가해군이므로, {\displaystyle G/G_{n}}의 정규 부분군들의 열
{\displaystyle G/G_{n}=H_{0}/G_{n}\vartriangleright H_{1}/G_{n}\vartriangleright \cdots \vartriangleright H_{r}/G_{n}=1}
{\displaystyle H_{i}/G_{n}\vartriangleleft G/G_{n}}
이 존재하며, 각 {\displaystyle (H_{i}/G_{n})/(H_{i+1}/G_{n})}은 순환군이다. {\displaystyle H_{i}}가 몫 준동형 {\displaystyle G\to G/G_{n}}에 대한 {\displaystyle H_{i}/G_{n}}의 원상이라고 하자. 그렇다면
{\displaystyle G=H_{0}\vartriangleright H_{1}\vartriangleright \cdots \vartriangleright H_{r}=G_{n}}
{\displaystyle H_{i}\vartriangleleft G}
이며, 각 {\displaystyle H_{i}/H_{i+1}}는 순환군이다. 이제,
{\displaystyle 1=G_{n+1}=[G_{n},G]}
이므로, {\displaystyle G_{n}}은 {\displaystyle G}의 중심에 포함되며, 특히 아벨 군이다. 따라서, {\displaystyle G_{n}}의 합성열
{\displaystyle G_{n}=K_{0}\vartriangleright K_{1}\vartriangleright \cdots \vartriangleright K_{s}=1}
에서, 각 {\displaystyle K_{i}/K_{i+1}}는 (크기가 소수인) 순환군이다. 또한, {\displaystyle G_{n}}이 {\displaystyle G}의 중심에 포함되므로, 각 {\displaystyle K_{i}}는 {\displaystyle G}의 정규 부분군이다. 따라서, {\displaystyle G}의 정규 부분군들의 열
{\displaystyle G=H_{0}\vartriangleright \cdots \vartriangleright H_{r}=K_{0}\vartriangleright \cdots \vartriangleright K_{s}=1}
{\displaystyle H_{i},K_{i}\vartriangleleft G}
이 존재하며, 모든 몫군은 순환군이다. 즉, {\displaystyle G}는 초가해군이다.

## 예
아벨 군은 0류 멱영군이다.
사원수군 {\displaystyle Q_{8}}은 2류 멱영군이다.
{\displaystyle n\geq 1}에 대하여, 정이면체군 {\displaystyle \operatorname {Dih} _{2^{n}}}은 {\displaystyle n}류 멱영군이다. {\displaystyle n\geq 1}에 대하여, 만약 {\displaystyle n}이 2의 거듭제곱이 아니라면, {\displaystyle \operatorname {Dih} _{n}}은 멱영군이 아니다.

## 참고 문헌
1. ↑  “제곱령군 (nilpotent group)”. 북한과학기술네트워크.[깨진 링크(과거 내용 찾기)]
2. 1 2 3 4 5 6 7  Dummit, David S.; Foote, Richard M. (2004). 《Abstract algebra》 (영어) 3판. 치체스터: Wiley. ISBN 0-471-43334-9. MR 2286236. OCLC 248917264. Zbl 1037.00003.

- Hungerford, Thomas Gordon (1974). 《Algebra》 (영어). Berlin: Springer-Verlag. ISBN 0-387-90518-9.
- Von Haeseler, Friedrich (2002). 《Automatic Sequences》. De Gruyter Expositions in Mathematics (영어) 36. Walter de Gruyter. ISBN 3-11-015629-6.
- Isaacs, I. Martin (2008). 《Finite group theory》 (영어). American Mathematical Society. ISBN 0-8218-4344-3.
- Tabachnikova, Olga; Geoff Smith (2000). 《Topics in group theory》. Springer Undergraduate Mathematics Series (영어). Berlin: Springer. ISBN 1-85233-235-2.

## 같이 보기
- 가해군
- 멱영 리 대수
- 멱영 행렬